# 睡美人问题
睡美人问题（英語：Sleeping Beauty problem）是哲学中一个与自我定位信念（self-locating belief）有关的问题。问题假设有一个被称为睡美人的理性认识主体（epistemic agent），通过抛硬币决定她醒来一次还是两次，并在其醒来后询问她硬币正面朝上的概率。该问题最初早阿诺德·祖波夫（Arnold Zuboff）提出，后由罗伯特·斯托奈克命名。

## 问题描述
睡美人将在星期日晚上睡去，而在睡前她被告知实验详情：在她睡去后会由抛硬币来决定她将醒来一次或是两次。如果硬币为正面朝上，她会在星期一醒来并接受采访；如果为反面朝上，她则会在星期一、星期二各醒来一次并分别接受采访。无论硬币正反，她每次睡去时都会被灌下失忆药，不再记得自己是否曾经醒过。同时，她在接受采访时也并不知道这一天是星期几。在她每次接受采访时，都会询问她：“你现在有多确信之前抛出的硬币是正面朝上？” 

## 观点
睡美人问题至今仍没有共认的答案，主要可分为如下观点：

### 1/3说
1/3说认为硬币正面朝上的概率为1/3。持这一观点的有亚当·叶尔加（Adam Elga）等。根据叶尔加的论证，我们可以假设睡美人醒来时被告硬币是反面朝上，她也完全相信这一点。此时，她认为这一天是星期一还是星期二的可能性应该是相同的， 因为她完全无法区别二者，即P(星期一 | 反面) = P(星期二 | 反面)。由此，可以得到
P(星期二{\displaystyle \cap }反面) = P(星期一{\displaystyle \cap }反面)。
同时，还可以换另一个方法来做该实验，即先在星期一将睡美人叫醒一次，然后到星期二早上再抛硬币，以决定是否再将睡美人叫醒第二次。这一方法与问题描述中所采用的方法是等价的，因为无论硬币正反，她必定要在星期一醒来，因而没有必要在星期二之前就抛硬币。再假设睡美人醒来时被告知今天是星期一，而她也同样完全相信这一点。那么由于她知道硬币可以等星期二再抛，因而她判断硬币正反的概率应该是相等的，即P(反面 | 星期一) = P (正面 | 星期一)。于是，可以得到
P(星期二{\displaystyle \cap }反面) = P(星期一{\displaystyle \cap }反面) = P(星期一{\displaystyle \cap }正面)。
既然三种情况的概率相同，每种情形发生的可能性相同，都是1/3。故睡美人会认为正面朝上的概率为1/3。
尼克·博斯特罗姆称这一观点为自我指示假设。

### 1/2说
1/2说则认为硬币正面朝上的概率为1/2，持这一观点的主要有大卫·刘易斯等。该观点认为，由于睡美人在实验前已被告知实验的详情，她在整个实验过程中都没有获得任何非自我定位的信息。既然她在实验前认为 P(正面) = 1/2，而此后她又没有获得新的相关证据，她醒来后应该继续认为 P(正面) = 1/2。此时，与1/3说中的假设不同，我们能得到 P (反面 | 星期一) = 1/3 与 P(正面 | 星期一) = 2/3。
但博斯特罗姆认为，与星期日时相比，醒来时的睡美人获得了关于她星期日之后未来状况的新证据，即她现在已经在这未来之中了，而这使得1/2说的假定不再成立。
博斯特罗姆将这一观点称为自我采样假设。

### 双1/2说
除了1/3说与1/2说这两种常见观点外，还有一种双1/2说。双1/2说认为 P(正面) 与 P (正面 | 星期一) 都等于 1/2（前者与1/2说相同，后者与1/3说相同）。米凯尔·科齐克（Mikaël Cozic）即有此观点，他认为像“今天是星期一”这样跟语境相关的命题不应使用条件化（conditionalization）来计算概率的改变，而应使用想象法则（imaging rule）。

## 延伸阅读
- Arntzenius, F. . Analysis. 2002, 62 (1): 53–62. JSTOR 3329069. doi:10.1093/analys/62.1.53.
- Bostrom, Nick. . Routledge (UK). 2002-07-12: 195–96. ISBN 0-415-93858-9.
- Bradley, D. . Analysis. 2003, 63 (3): 266–268. JSTOR 3329324. doi:10.1093/analys/63.3.266.
- Bruce, Colin. . Joseph Henry Press. 2004-12-21: 193–96. ISBN 0-309-09051-2.
- Dorr, C. . Analysis. 2002, 62 (4): 292–296. JSTOR 3328920. doi:10.1093/analys/62.4.292.
- Elga, A. . Analysis. 2000, 60 (2): 143–147. JSTOR 3329167. doi:10.1093/analys/60.2.143.
- Lewis, D. . Analysis. 2001, 61 (3): 171–76. JSTOR 3329230. doi:10.1093/analys/61.3.171.
- Meacham, C. J. . Philosophical Studies. 2008, 138 (2): 245–269. JSTOR 40208872. doi:10.1007/s11098-006-9036-1.
- Monton, B. . Analysis. 2002, 62 (1): 47–53. JSTOR 3329068. doi:10.1093/analys/62.1.47.
- Neal, R. (2006). Puzzles of Anthropic Reasoning Resolved Using Full Non-indexical Conditioning, preprint （页面存档备份，存于）
- Rosenthal, J.S. . The Mathematical Intelligencer. 2009, 31 (3): 32–37. doi:10.1007/s00283-009-9060-z.
- Titelbaum, M. (2013). Quitting Certainties, 210–229, 233–237, 241–249, 250, 276–277
- Zuboff, A. . Inquiry. 1990, 33 (1): 39–68. doi:10.1080/00201749008602210.